# A rongybabák kalandjai
A rongybabák kalandjai (eredeti cím: Raggedy Ann and Andy) 1988-tól 1989-ig vetített amerikai televíziós rajzfilmsorozat, amelyet Janis Diamond alkotott és Jeff Hall rendezett. Az animációs játékfilmsorozat forgatókönyvét George Atkins, Gordon Bressack, Johnny Gruelle és Linda Woolverton írták. A zenéjét Bobby Bennett és David Storrs szerezte. A tévéfilmsorozat producere Davis Doi.
Amerikában 1988. szeptember 17. és 1989. szeptember 9. között a CBS vetítette, Magyarországon 1991. november 22. és 1992. február 14. között az MTV2 sugározta.

## Ismertető
A történet főhősei a rongybabák, akik különleges varázserővel rendelkeznek. Mikor a gyerekek aludni mennek, akkor kelnek életre, és elmennek világot látni. Mire felébrednek, arra mindig hazaérnek. Világjárásuk során sok érdekes kalandokba keverednek, és mindig összetartanak. Segítenek egymáson, sok barátra lelnek, és harcolnak gonosz hódítók ellen. Ügyes és eszes ötleteiknek köszönhetően mindig nyernek. Némelyik ellenségük, mind ezek ellenére sem adja fel a harcot.

## Epizódok
| #   | Eredeti cím                         | Magyar cím                        | Eredeti premier      | Magyar premier     |
| --- | ----------------------------------- | --------------------------------- | -------------------- | ------------------ |
| 1.  | The Perriwonk Adventure             | Kaland az ormányosokkal           | 1988. szeptember 17. | 1991. november 22. |
| 2.  | The Pirate Adventure                | Kalózkaland                       | 1988. szeptember     | 1991. november 29. |
| 3.  | The Mabbit Adventure                | Kaland a nyuszomokkal             | 1988. október        | 1991. december 6.  |
| 4.  | The Beastly Ghost Adventure         | Kaland a szörnyűséges kísértettel | 1988. október        | 1991. december 13. |
| 5.  | The Pixling Adventure               | Kaland a kelekótyákkal            | 1988. november       | 1991. december 20. |
| 6.  | The Ransom of Sunny Bunny Adventure | Puszi Nyuszi elrablása            | 1988. november       | 1992. január 3.    |
| 7.  | The Megamite Adventure              | Kaland a szuperrobottal           | 1988. december       | 1992. január 10.   |
| 8.  | The Boogeyman Adventure             | A mumus-kaland                    | 1988. december       | 1992. január 17.   |
| 9.  | The Christmas Adventure             | Karácsonyi kaland                 | 1988. december       | 1991. december 27. |
| 10. | The Sacred Cat Adventure            | Kaland a szentmacskával           | 1989. január         | 1992. január 24.   |
| 11. | The Little Chicken Adventure        | Kaland a zöldfülűvel              | 1989. január         | 1992. január 31.   |
| 12. | The Warrior Star Adventure          | Csillagháborús kaland             | 1989. január         | 1992. február 7.   |
| 13. | The Magic Wings Adventure           | Kaland a bűvös szárnyakkal        | 1989. február        | 1992. február 14.  |

## Érdekességek
A sorozat első epizódjában a rongybabák két ellenséges társasággal ismerkednek meg. A Napoloncokkal és Csikorgóval a két szolgájával együtt Tikkel és Takkal. A Naploncok az első rész végére meg is javulnak. Ezen kívül még a karácsonyi epizódban szerepelnek. Csikorgó pedig gonosz marad, szolgái is Tikk, Takk gonoszak maradnak és a későbbi részekben is hárman együtt majdnem mindig szerepelnek.